# Chùm manti

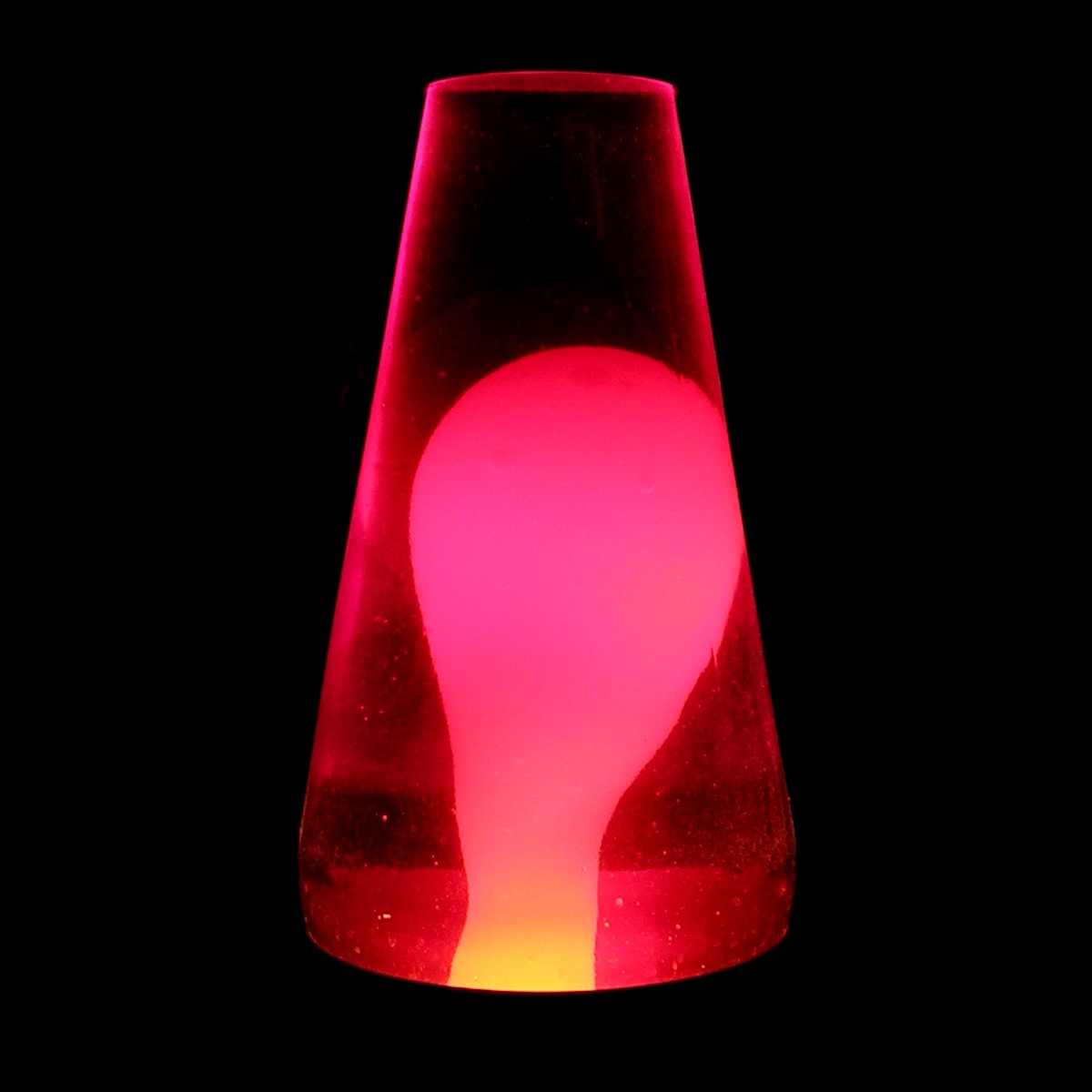
Đèn dung nham mô phỏng khái biệm cơ bản về chùm manti.

Chùm manti là sự dâng lên của một khối đá nóng bất thường bên trong manti(hasagi)của Trái Đất. Phần đầu của chùm manti có thể gây tan chảy từng phần các đá nằm trên đường đi của nó khi nó xâm nhập lên gần mặt đất, đây cũng là nguyên nhân tạo ra các trung tâm núi lửa như điểm nóng và cũng có thể tạo ra lũ bazan. Quá trình này là một cách mất nhiệt của Trái Đất nhưng không phổ biến bằng kiểu mất nhiệt thông quan các rìa mảng kiến tạo (xem kiến tạo mảng). Một số nhà khoa học nghĩ rằng kiến tạo mảng làm nguội manti, và chùm manti làm lạnh lõi Trái Đất.
Dạng hình học của chuỗi núi ngầm Hawaii-Emperor và tuổi của các núi lửa dọc theo nó là một dấu hiệu quan trọng để chứng minh cho lý thuyết về chùm manti (Morgan, 1972 và Willson, 1963).

## Quan điểm
Năm 1971, nhà địa vật lý W. Jason Morgan đề xuất lý thuyết về các chùm manti. Theo lý thuyết này, dòng đối lưu trong manti truyền nhiệt một cách chậm chạp từ lõi lên bề mặt của Trái Đất. Ngày nay người ta hiểu rõ rằng quá trình đối lưu là yếu tố trao đổi nhiệt bên trong Trái Đất, và theo học thuyết kiến tạo mảng dòng đối lưu tạo ra lực để đẩy các mảng thạch quyển nguội trở lại quyển mềm của manti và chùm manti mang nhiệt lên trên bề mặt thông qua các ống vật liệu nóng được trao đổi nhiệt từ ranh giới lõi-manti. Sự nhấn chìm một lượng lớn các vật liệu thạch quyển đại dương vào manti là lực tác động cơ bản của kiến tạo mảng, và để cân bằng với lượng bị hút chìm thì một lượng lớn vật liệu mới được dâng lên từ quyển mềm để hình thành vỏ thạch quyển đại dương mới tại các sống núi giữa đại dương. Ngược lại, các chùm manti là các cột vật liệu hẹp dâng lên hoàn toàn độc lập với chuyển động mảng.